# كأس فينافون 2018
كأس فينافون 2018 (المعروف أيضا باسم الطبعة العاشرة من كأس الاتحاد الفييتنامي لكرة القدم) هي بطولة دولية ودية لكرة القدم، برعاية مجموعة البريد والاتصالات الفيتنامية (VNPT) مع تسمية المسابقة باسم فينافون، وهي شبكة الهاتف المحمول التابعة والتي هي جزء من VNPT.
فيتنام كمضيف استخدمت البطولة كاستعداد لها للألعاب الآسيوية التي تقام في إندونيسيا.
ظهرت فيتنام كبطل البطولة مع 7 نقاط متقدمة على بقية الفرق.

## الفرق المشاركة
فيما يلي قائمة الفرق المشاركة في البطولة.
| فريق      | أفضل نهاية لكأس آسيا تحت 23 سنة | أفضل نهاية أولمبية | أفضل نهاية للألعاب الآسيوية |
| --------- | ------------------------------- | ------------------ | --------------------------- |
| عمان      | مرحلة المجموعات (2013، 2018)    | لا شيء             | ربع النهائي (2010)          |
| فلسطين    | ربع النهائي (2018)              | لا شيء             | دور الـ16 (2014)            |
| أوزبكستان | البطل (2018)                    | لا شيء             | ربع النهائي (2006، 2010)    |
| فيتنام    | الوصيف (2018)                   | لا شيء             | دور الـ16 (2010، 2014)      |

## مسؤولو المباريات
تم اختيار الحكام التالين ومساعديهم للبطولة.
الحكام
- نظمي نصر الدين
- سوهايزي شكري
- هوانغ نغوك ها
- نغوين هين تريت

الحكام المساعدين
- أزمان إسماعيل
- يسري محمد

## المكان
كانت جميع المباريات ستقام في الاستاد الوطني، هانوي.
| هانوي                |
| -------------------- |
| ملعب ماي دينه الوطني |
| السعة: 40,192        |
|                      |

## الترتيب
| م | الفريق        | لعب | ف | D | خ | أ.له | أ.ع | أ.ف | نقاط |
| - | ------------- | --- | - | - | - | ---- | --- | --- | ---- |
| 1 | فيتنام (C, H) | 3   | 2 | 1 | 0 | 4    | 2   | +2  | 7    |
| 2 | فلسطين        | 3   | 1 | 1 | 1 | 4    | 4   | 0   | 4    |
| 3 | أوزبكستان     | 3   | 0 | 2 | 1 | 2    | 3   | −1  | 2    |
| 4 | عمان          | 3   | 0 | 2 | 1 | 1    | 2   | −1  | 2    |

## النتائج
- الأوقات المدرجة محلية، توقيت فيتنام القياسي (ت ع م+07:00).

| أوزبكستان | 0–0                         | عمان |
| --------- | --------------------------- | ---- |
|           | تقرير (PLO) تقرير (Zing.vn) |      |

| فيتنام                                    | 2–1                         | فلسطين     |
| ----------------------------------------- | --------------------------- | ---------- |
| نغوين آنه دوك 45+1' · نغوين كونغ فونغ 52' | تقرير (PLO) تقرير (Zing.vn) | الدباغ 28' |

| فلسطين                 | 2–1                         | أوزبكستان      |
| ---------------------- | --------------------------- | -------------- |
| الشريف 8' · الدباغ 26' | تقرير (PLO) تقرير (Zing.vn) | توختاشينوف 13' |

| عمان | 0–1                         | فيتنام          |
| ---- | --------------------------- | --------------- |
|      | تقرير (PLO) تقرير (Zing.vn) | فان هو دوان 89' |

| فلسطين   | 1–1                         | عمان         |
| -------- | --------------------------- | ------------ |
| عبيد 22' | تقرير (PLO) تقرير (Zing.vn) | سليمان 90+1' |

| فيتنام          | 1–1                         | أوزبكستان      |
| --------------- | --------------------------- | -------------- |
| فان فان دوك 80' | تقرير (PLO) تقرير (Zing.vn) | توختاشينوف 66' |

| Vinaphone Cup Winners                      |
| ------------------------------------------ |
| منتخب فيتنام تحت 23 سنة لكرة القدم 3rd لقب |

## الهدافين
هدفين
- عدي الدباغ
- نور الله توختاشينوف

هدف واحد
- زاهر سليمان
- محمد عبيد
- عمر الشريف
- نغوين آنه دوك
- فان فان دوك
- فان هو دوان
- نغوين كونغ فونغ